# Stenapatetor superbus
Stenapatetor superbus là một loài tò vò trong họ Ichneumonidae.